# Berberis papillifera
Berberis papillifera là một loài thực vật có hoa trong họ Hoàng mộc. Loài này được (Franch.) Koehne mô tả khoa học đầu tiên năm 1899.